# Berguño
Berguño (en asturiano y oficialmente Berguñu)

es una parroquia del concejo de Cangas del Narcea, en el Principado de Asturias (España). Alberga una población de 42 habitantes (INE 2022). Ocupa una extensión de 2,73 km².
Está situada en la zona central del concejo, a 13 km de la capital, Cangas del Narcea. Limita al norte con la parroquia de Cibuyo; al oeste, con la de Villategil; al sureste, con la de Bimeda; y al oeste, de nuevo con Cibuyo.

## Localidades
Según el nomenclátor de 2013 la parroquia está formada por las poblaciones de:
- Berguño (oficialmente, en asturiano, Berguñu)[1] (aldea): 31 habitantes.
- Combarro (Combarru) (aldea): 14 habitantes.
- El Pládano (El Pládanu ) (aldea): 12 habitantes.